# Bilar
Bilar (nom oficial castellà: Elvillar) és un municipi d'Àlaba, de la Quadrilla de Laguardia-Rioja Alabesa.